# Sant’Alessandro Maggiore (Lucca)

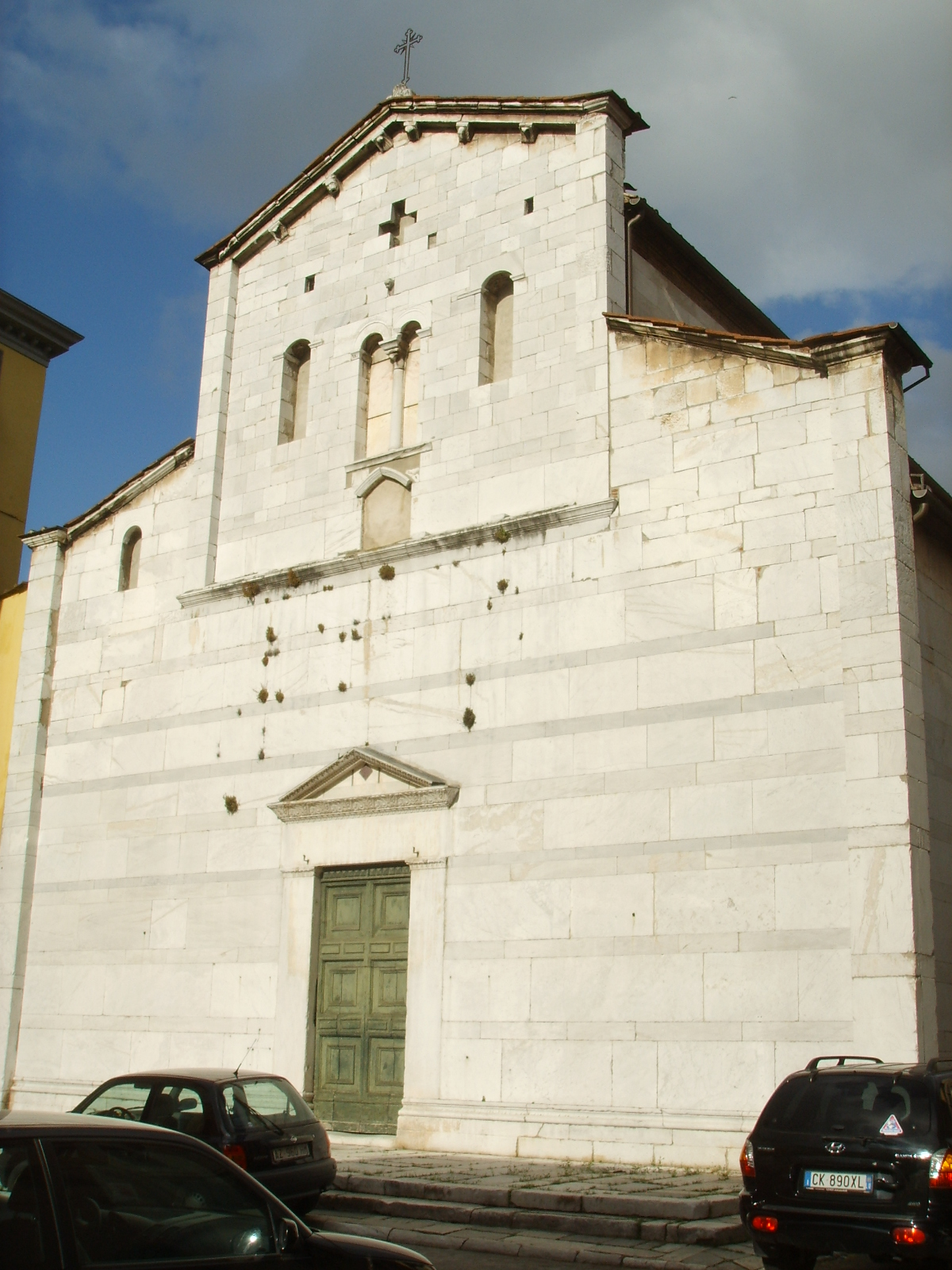
Sant’Alessandro, Lucca

Sant’Alessandro Maggiore ist eine romanische Kirche in Lucca. Ihre in seltener Einheitlichkeit erhaltene frühmittelalterliche Gestalt verdankt sie sorgfältigen Restaurierungsarbeiten in den Jahren 1838 bis 1840. Der Bau ist von besonderer Bedeutung, da er das originalgetreueste Beispiel der Frühromanik Luccas darstellt. Die klassische Form des Gebäudes lässt sich auf die Vorbildwirkung antiker römischer Baukunst im (Früh-)Mittelalter zurückführen. Wie andere mittelalterliche Bauten in der Toskana, beispielsweise in Florenz mit dem Inkrustationstil, weist die Kirche Sant’Alessandro Maggiore eine Reihe von Bauelementen auf, die spätantike Vorbilder aufgreifen. Gleichzeitig wurden zahlreiche römische Spolien verwendet. Im Inneren entspricht der Bau als dreischiffige, querhauslose Basilika mit halbrunder Apsis dem Grundtyp frühchristlicher Kirchen.

## Geschichte
Der Ursprung des Baus ist trotz intensiver Forschungsarbeit weitgehend ungeklärt. Der Baubeginn der erstmals 893 erwähnten Kirche kann nur aus ihren architektonischen Merkmalen erschlossen werden. Diese legen, aufgrund der stilistischen Verwandtschaft zur Basilika San Frediano, eine Entstehung um 1060 nahe, als der Bischof von Lucca Anselmo da Baggio (später Papst Alexander II.) die Reliquien des Papstes Alexander I. aus Rom in die Krypta der Kirche Sant’Alessandro Maggiore überführen ließ.

## Architektur

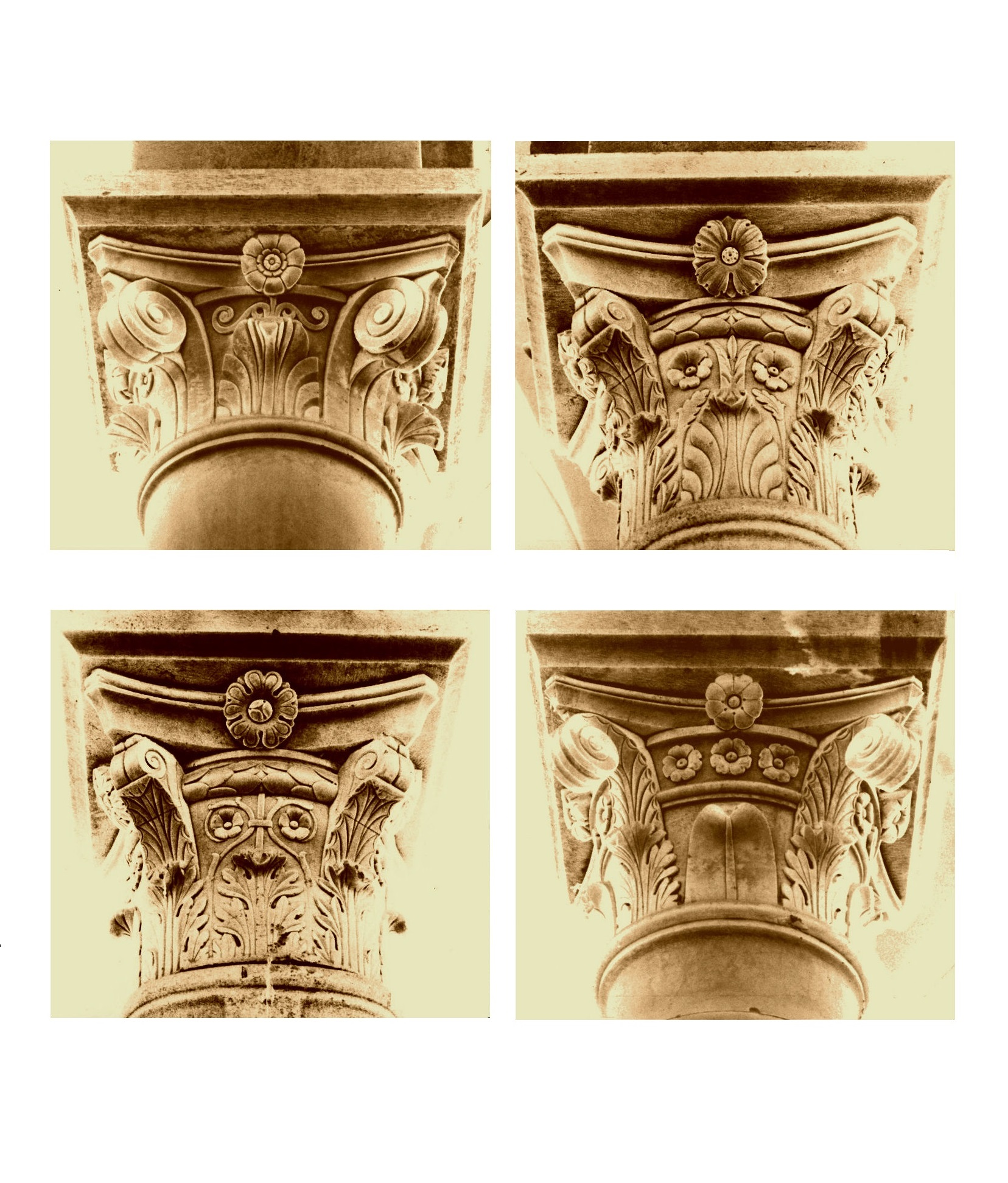
Sant’Alessandro, Lucca. Mittelalterliche korinthisierende Kapitelle, ungewöhnliche philologische Nachahmungen von römischen Vorbildern des 1. Jahrhunderts

Der heutige Bau zeigt zwei verschiedene Bauphasen:
1. (9. oder 11. Jahrhundert) Die untere Fassade mit dem Portal klassischer Prägung und der weißen Oberfläche, die von Streifen in zartem Grau durchzogen wird, ähnlich dem römischen opus quadratum pseudoisodomum; der westliche Teil der Kolonnaden, mit Säulen aus verschiedenenfarbigen Marmoren und mit antiken sowie mittelalterlichen korinthisierenden Kapitellen, die philologisch die Dekorationsmotive des 1.–2. Jahrhunderts wiederholen (aber oft nach spätantiker parataktischer Anordnung). Wie in frühchristlichen Basiliken Roms sind Säulen und Kapitelle symmetrisch angeordnet, um auf einen liturgischen Weg zu zeigen.
2. (11. oder/und 12. Jahrhundert) Der östliche Teil des Gebäudes mit einfarbigen Kolonnaden, romanischen Kapitellen und einfacherem Mauerwerk; der ganze Obergaden und der obere Teil der Fassade sowie die Dekoration des Apsisabschlusses mit Hängebogen des lombardischen Typs.

Aus späterer Epoche stammen die Gewölbe (16. Jahrhundert) und die Ädikula, die dem Seitenportal im 15. Jahrhundert angefügt wurde.
Die Kirche ist eine seltenes und gute erhaltenes Beispiel des mittelalterlichen Klassizismus, ein Beweis für das Überleben der römischen Architekturtradition in Italien im Mittelalter. Sie steht damit in einer Reihe mit Denkmälern wie dem Baptisterium San Giovanni in Florenz oder der Basilika San Salvatore in Spoleto.
Als Bindeglied zwischen der Antike und ihrer „Wiedergeburt“ im 15. Jahrhundert stellt Sant’Alessandro Maggiore einen bedeutenden Vertreter der toskanischen Baukunst des Mittelalters dar.

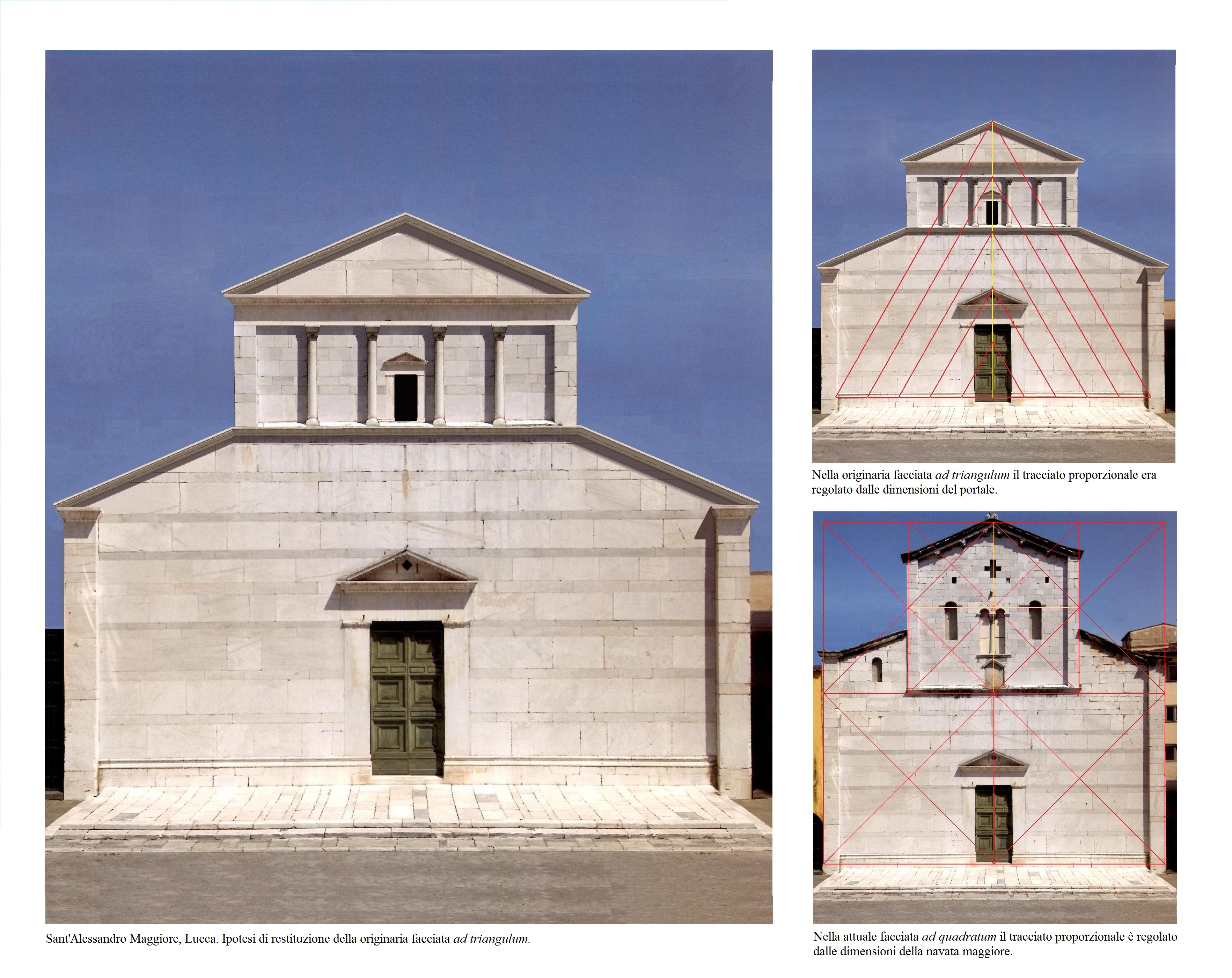
Sant’Alessandro, Lucca. Hypothetisches Aussehen der primitiven Fassade "ad triangulum".